# 볼리 캐로
볼리 캐로(에스토니아어: Volli Käro, 1940년 12월 13일~)는 에스토니아의 배우, 가수이다.

## 개인사
연극 배우인 비베 아미세프와 결혼했다. 아들인 알란은 역사학자이며 사촌인 키릴도 배우로 활동하고 있다.